# کرلیو لیک (واشینگتن)
کرلیو لیک (به انگلیسی: Curlew Lake) یک منطقهٔ مسکونی در ایالات متحده آمریکا است که در واشینگتن واقع شده‌است. کرلیو لیک ۱۴٫۸ کیلومتر مربع مساحت و ۴۶۲ نفر جمعیت دارد و ۷۱۸ متر بالاتر از سطح دریا واقع شده‌است.